# Hypena albipicta
Hypena albipicta är en fjärilsart som beskrevs av Alfred Ernest Wileman och South 1921. Hypena albipicta ingår i släktet Hypena och familjen nattflyn. Inga underarter finns listade i Catalogue of Life.